# City of Brass
City of Brass est un jeu vidéo en solo en première personne avec de nombreuses caractéristiques en commun avec les jeux donjon crawler, se dotant également d'une génération procédurale. Les joueurs jouent le rôle d'un voleur, se battant pour atteindre un trésor caché au cœur d'une ville mythique remplie de pièges et d'ennemis. Il s'agit du sixième jeu du studio de jeu vidéo indépendant australien Uppercut Games et a été annoncé le 6 juillet 2017 comme étant en développement pour PC Windows, PlayStation 4 et Xbox One. La version PC est sortie sur Steam via son programme Early Access le 18 septembre 2017.

## Système de jeu
La vidéo du jeu diffusée pour coïncider avec l'annonce montre clairement que le protagoniste porte un cimeterre dans la main droite et un fouet dans la gauche, et l'équipe a confirmé dans une interview que le fouet contribue au gameplay de plusieurs façons: pour saisir des objets, pour trébucher, désarmer ou étourdir les ennemis, briser les barricades, déclencher les pièges et les interrupteurs et aussi pour balancer. Le joueur doit se frayer un chemin à travers chaque niveau dans un certain délai, en évitant d'être tués par des pièges ou des ennemis, en collectant des trésors en cours de route pour augmenter leurs scores. Les objets trouvés dans l'environnement peuvent être utilisés comme armes, par exemple des briques ou des vases. Les joueurs devront recommencer la partie à chaque fois qu'ils meurent.
Les développeurs affirment que les systèmes de gameplay de City of Brass sont conçus pour donner au joueur la possibilité de les combiner ensemble de manière imaginative pour surmonter les obstacles. Les exemples donnés incluent l'utilisation du fouet pour étourdir un ennemi avant de le trancher avec le cimeterre, se glisser vers les ennemis pour les pousser dans un piège ou "appâter" un ennemi de telle sorte qu'en se rapprochant pour éliminer le joueur, il tue en fait ses alliés.
Depuis leur entrée en Early Access, les développeurs ont publié 3 mises à jour ajoutant de nouveaux environnements, ennemis, armes, reliques et peaufinant l'équilibre du gameplay en fonction de la communauté.

## Développement
Les membres de l'équipe d'Uppercut ont précédemment travaillé sur BioShock et BioShock 2 tout en travaillant pour 2K Australia et citent cela comme une influence dans le développement du gameplay combinatoire de City of Brass . L'équipe a également déclaré publiquement qu'en tant que développeurs, ils voulaient s'essayer à la génération de procédures après avoir trouvé la tâche de "fabriquer à la main tous les coins et recoins" très gourmande en ressources pour leur précédent jeu Submerged . Dans la même interview, Ed Orman a affirmé que la génération procédurale a permis d'appliquer un degré de polissage plus élevé aux pièces environnementales modulaires qui ont ensuite été combinées pour produire des conceptions de niveau originales.
Ed Orman (Designer) et Andrew James (Artiste) ont donné une conférence au GCAP 2017 intitulée Generation procédurale dans City of Brass. Dans cette présentation, l'équipe a expliqué que son objectif pour City of Brass était de générer un environnement crédible et jouable à partir d'une seule "seed" (graine de génération) au moment de l'exécution. Pour y parvenir, les développeurs ont utilisé une version fortement modifiée du plug-in Dungeon Architect pour Unreal Engine 4, avec des améliorations introduites en "parcourant le périmètre '' de chaque niveau généré par la procédure pour apporter des modifications afin d'améliorer la disposition et la jouabilité.

## Publication
Le jeu a eu une sortie à accès anticipé en septembre 2017 sur PC. La version PlayStation 4 est sortie le 4 mai 2018.

## Accueil
La version PlayStation 4 de City of Brass sortie le 4 mai 2018, a reçu un score de 66 sur 100 de Metacritic de la part de critiques professionnels. La version Xbox One a reçu un score légèrement supérieur de 67. Le jeu PC a reçu 69/100 de Metacritic.
Destructoid a salué l'apparence du jeu et la mécanique des armes, en particulier le fouet. PC Gamer a particulièrement estimé que le fouet était un aspect positif du jeu. Rolling Stone l'a examiné avant la sortie principale, et dans l'ensemble, il a fait l'éloge positif.
GameSpot lui a donné une critique médiocre, disant qu'il y avait des problèmes de performances, mais que le jeu était remarquable pour son "équilibre impressionnant entre son rythme, sa courbe de difficulté et ses systèmes de combat". IGN a été plus critique et a estimé que le jeu était répétitif. Cela lui a donné un «mauvais» score de 4 sur 10 pour avoir été «exagérément» difficile. PCWorld a affirmé qu'il était "oubliable mais fonctionnel".